# Судники (Вілейський район)
Судники (біл. вёска Суднікі) — село в складі Вілейського району Мінської області, Білорусь. Село підпорядковане Іллінській сільській раді, розташоване в північній частині області.